# Abbazia di San Colombano
L'abbazia di San Colombano fu uno dei più importanti centri monastici d'Europa, l'ultimo fondato in Italia da san Colombano nel 614 a Bobbio, in provincia di Piacenza. Divenne abbazia benedettina verso il IX secolo. Fu fra il VII ed il XII secolo una Montecassino dell'Italia settentrionale, resa famosa dallo Scriptorium il cui catalogo, nel 982, comprendeva oltre 700 codici e anche dopo la dispersione in altre biblioteche conservò 25 dei 150 manoscritti più antichi della letteratura latina esistenti al mondo.

## Storia
L'origine della diocesi di Bobbio, in verità della città stessa, risale alla creazione di un monastero da parte del santo irlandese, Colombano, nel 614. 

Nel 568 il nord Italia era stato conquistato dai Longobardi (ariani), guidati da Alboino. Più tardi, divenuto re dei Longobardi nel 591 Agilulfo fu meno ostile e, gradualmente, anche non negativamente disposto nei confronti della Chiesa cattolica. La regina Teodolinda, che lo aveva sposato nel 590, era una fervente cattolica e aveva su di lui una grande influenza portandolo alla conversione al cattolicesimo grazie alla predicazione di San Colombano.
Agilulfo mostrò grande zelo per la conversione dei suoi sudditi e, a questo scopo, donò a San Colombano il 24 luglio 613 una chiesa in rovina ed una terra devastata nota come Ebovium che, prima della conquista longobarda, faceva parte come borgo romano del Patrimonio di San Pietro ed un territorio esteso per quattro miglia. 
Inoltre, la fondazione del monastero non solo permetteva al sovrano longobardo di presidiare i confini del regno verso la Liguria, allora ancora sotto il controllo bizantino, ma anche di sorvegliare alcuni importanti itinerari stradali che mettevano in comunicazione i ducati longobardi della Tuscia e il litorale ligure con la capitale, Pavia.
Colombano si affezionò a quel luogo appartato e scelse per sé stesso e per i suoi monaci la solitudine. A lato dell'antica chiesa romana dedicata a San Pietro, che aveva il titolo di Basilica, dall'autunno del 614 sorse ben presto un'abbazia. Al suo interno sorse poi il nucleo di quella che sarebbe diventata la biblioteca più famosa d'Italia e fra le maggiori in Europa, basata sui manoscritti che Colombano aveva portato dall'Irlanda e sui trattati di cui egli stesso era stato autore.

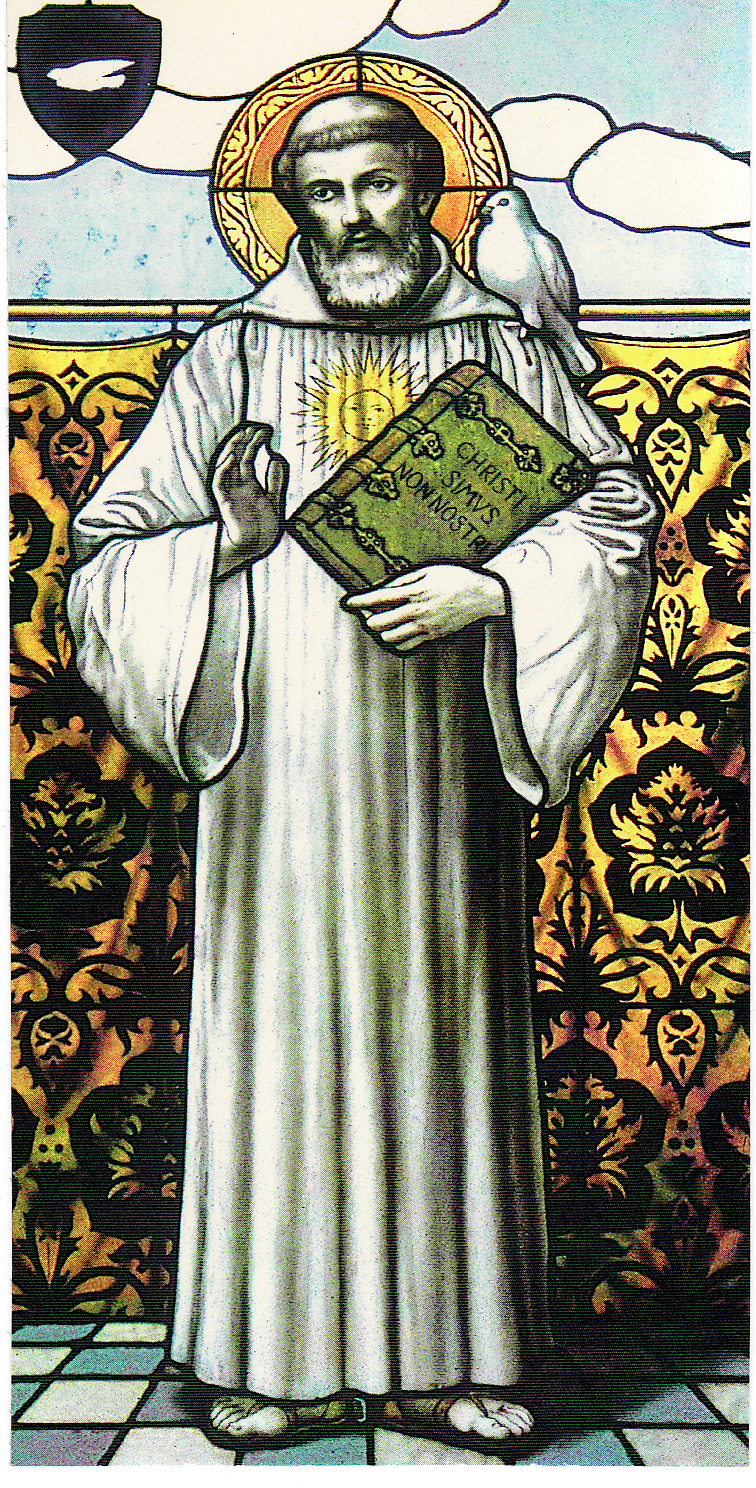
Immagine di San Colombano della vetrata della cripta dell'Abbazia di Bobbio

Colombano morì in questo borgo il 23 novembre del 615, e la sua eredità passò a persone di rilievo, a partire da Sant'Attala (615-627) e San Bertulfo (627-639). Entrambi grandi per santità ed erudizione ereditarono il suo spirito apostolico contrastando l'arianesimo, divenuto pericoloso con il re ariano Rotari (636-652). 

Arioaldo, l'immediato predecessore di Rotari, era diventato cattolico; prima della sua conversione aveva fatto uccidere Bladulfo, monaco di Bobbio, perché non lo aveva salutato in quanto ariano. Si narra che Sant'Attala riportò Bladulfo in vita e liberò Arioaldo da una possessione diabolica ricevuta come castigo per il suo crimine, e che questo duplice miracolo produsse la conversione di Arioaldo. Nel 628, quando Bertulfo si recò in pellegrinaggio a Roma, papa Onorio I esentò Bobbio dalla giurisdizione episcopale, rendendo l'abbazia immediatamente soggetta alla Santa Sede (nullius dioeceseos).
La regola monastica stabilita da san Colombano venne in seguito affiancata da quella mista benedettina, più moderata, a partire dal 643 sotto l'abate, Bobuleno (639-653): infatti monaci benedettini furono ospitati a Bobbio nel Monastero di San Paolo di Mezzano e poi negli altri monasteri colombaniani italiani ed europei.
Sempre nel 643, per richiesta di Rotari e della regina Gundeperga, papa Teodoro I concesse all'abate di Bobbio l'uso della mitra e degli altri simboli pontificali. Si è anche affermato che, già nel VII secolo, Bobbio avesse un vescovo chiamato Pietro Aldo, ma, secondo vari studiosi, tra i quali Ferdinando Ughelli e Pius Bonifacius Gams, la Sede di Bobbio fu fondata 4 secoli dopo. Tuttavia una ricerca di fine Ottocento ha dimostrato che il nome del suo primo vescovo era veramente Pietro Aldo (Savio, 158).
Dal VII secolo in poi, tra diffuse turbolenze, Bobbio rimase una casa di pietà e di cultura. Grazie agli sforzi dei discepoli di Colombano, un numero sempre crescente di Longobardi fu ricevuto in seno alla Chiesa. Tuttavia, nella prima metà del VII secolo, la grande regione compresa tra Torino, Verona, Genova e Milano si trovava in una situazione di elevata irreligiosità, dove riaffioravano anche fenomeni di idolatria. La situazione si protrasse fino al regno dell'usurpatore Grimoaldo (662-671), egli stesso convertito al cattolicesimo, quando la maggior parte della popolazione si era converta. Da quel momento l'arianesimo scomparve dall'occidente. Gli storici dell'abbazia considerano come una delle sue principali glorie la parte di rilievo che ebbe nella parte finale della lotta a questa eresia.
Il nipote di Teodolinda, Ariperto I (653-661), restituì a Bobbio tutte le terre che erano appartenute al Patrimonio di San Pietro. Ariperto II (702-712), nel 707, confermò la restituzione a papa Giovanni VII. Tuttavia i Longobardi presto si reimpossessarono delle sue terre, ma nel 756 Astolfo (749-756) fu costretto da Pipino il Breve ad abbandonare le terre di pertinenza di Bobbio.
All'epoca di re Liutprando (712-744), in un periodo di grande sviluppo economico ed artistico, iniziò per il monastero una fase di una grande ristrutturazione ultimata attorno al 747 all'epoca dell'abate Anastasio (747-800), quando compare la nuova dedicazione a San Colombano che andrà ad affiancare la precedente agli apostoli Pietro e Paolo.
Più tardi, per mitigare l'austera regola, per la vita cenobitica venne definitivamente scelta la regola mista colombaniana-benedettina, pur rimanendo inalterati l'ordine e la parte di regola dedicata allo studio, alla scienza e all'insegnamento.

Molti monasteri colombaniani esteri già di regola mista dovettero all'inizio del IX secolo come altri riformarsi alla regola generale monastica benedettina dopo la riforma di Benedetto d'Aniane voluta dall'imperatore Ludovico il Pio. In seguito fra il IX ed il X secolo via via perdettero la loro indipendenza e molte realtà monastiche pur conservando un'autonomia vennero però sottoposte all'autorità dei vescovi locali.

Ciò avverrà progressivamente anche in Italia: a Bobbio il monachesimo colombaniano originario opererà fino allo scioglimento da parte del papa Niccolò V il 30 settembre del 1448, e dopo tale data subentreranno anche lì i monaci benedettini della Congregazione di Santa Giustina di Padova; anche se dopo il processo di Cremona del 1208 l'autorità abbaziale non più supportata dal Papa, dovrà dipendere dal vescovo di Bobbio e non rimanere autonoma.
Verso la fine del IX secolo l'abate Agilulfo (883-896), deciso ad ingrandire l'intero complesso cenobitico, promosse una totale riedificazione ed ingrandimento della chiesa abbaziale. L'operazione determinò la completa distruzione della basilica longobarda realizzata ai tempi di re Liutprando ed anche la sistemazione dell'antica cripta monastica.
I possedimenti dell'abbazia si estendevano su buona parte delle provincie di Alessandria, Pavia, Piacenza, Parma, Reggio Emilia, Genova, La Spezia, Massa-Carrara, Lucca e Pisa
La nuova basilica carolingia, in stile romanico, aveva una struttura a pianta basicale suddivisa in tre navate con un transetto che non oltrepassava la larghezza della costruzione (la cui base è l'attuale pavimento a mosaico scoperto negli scavi del 1910). La navata centrale aveva un presbiterio sopraelevato (al piano di quello attuale) con un arco a sesto ribassato in pietra e mattoni con un rosone tamponato (ritornato visibile dopo i lavori del 1910), sotto al quale si trova la cripta. Esso terminava con un'abside circolare di cui permane esternamente un tratto di muratura che si trova a ridosso dell'odierna abside quadrata realizzata alla fine del XV secolo. 

Le navate minori laterali, più corte, presentano invece due absidi più piccole ed irregolari. 
La torre campanaria attuale, del IX secolo, quadrata in pietra a vista, sorge sul lato sinistro addossata al presbiterio e venne sopraelevata con la ricostruzione della basilica alla fine del XV secolo.
Dalle incursioni saracene venne difeso anche dagli Obertenghi.
Nella metà del X secolo iniziò la prima decadenza anche per l'affievolirsi della protezione imperiale e papale e molti feudi passarono direttamente agli Obertenghi e poi ai vari rami famigliari come i Malaspina nel 1164, ma anche le vicine diocesi via via si impossessarono del territorio.
Nell'anno 1014 l'imperatore Enrico II, in occasione della sua incoronazione a Roma, ottenne da papa Benedetto VIII l'erezione di Bobbio a sede vescovile. Pietroaldo, il primo vescovo, era stato abate di Bobbio dal 999 e molti dei suoi successori vissero per lungo tempo nell'abbazia nella quale molti di loro erano già stati monaci. Secondo l'Ughelli ed altri, nel 1133 Bobbio divenne sede suffraganea di Genova; il Savio, per la prima volta, trovò menzione di questa subordinazione in una bolla pontificia di papa Alessandro III datata 19 aprile 1161. Di tanto in tanto sorsero controversie tra il vescovo e i monaci perciò, nel 1199, papa Innocenzo III pubblicò due bolle in cui restituiva all'abbazia poteri spirituali e temporali ma, al contempo, autorizzava il vescovo a deporre un abate se questi non gli avesse obbedito.
Nel 1153, Federico Barbarossa con due diversi documenti confermò vari diritti e beni all'abbazia. Così accadde che agli abati, per secoli, furono riconosciuti grandi poteri temporali.
La situazione di decadenza anche cittadina venne superata con la creazione a partire dal febbraio 1014 della diocesi di Bobbio sotto la carica dell'abate-vescovo-conte Pietroaldo, che diverrà contea vescovile prendendo buona parte del territorio abbaziale con restituzioni parziali e donazioni da parte delle vicine diocesi. Con la successiva separazione delle cariche di abate e vescovo e delimitazione dei rispettivi territori si parlerà esclusivamente di contea vescovile di Bobbio. Dopo il 1200 l'abate di Bobbio sarà sottoposto all'autorità del vescovo locale.

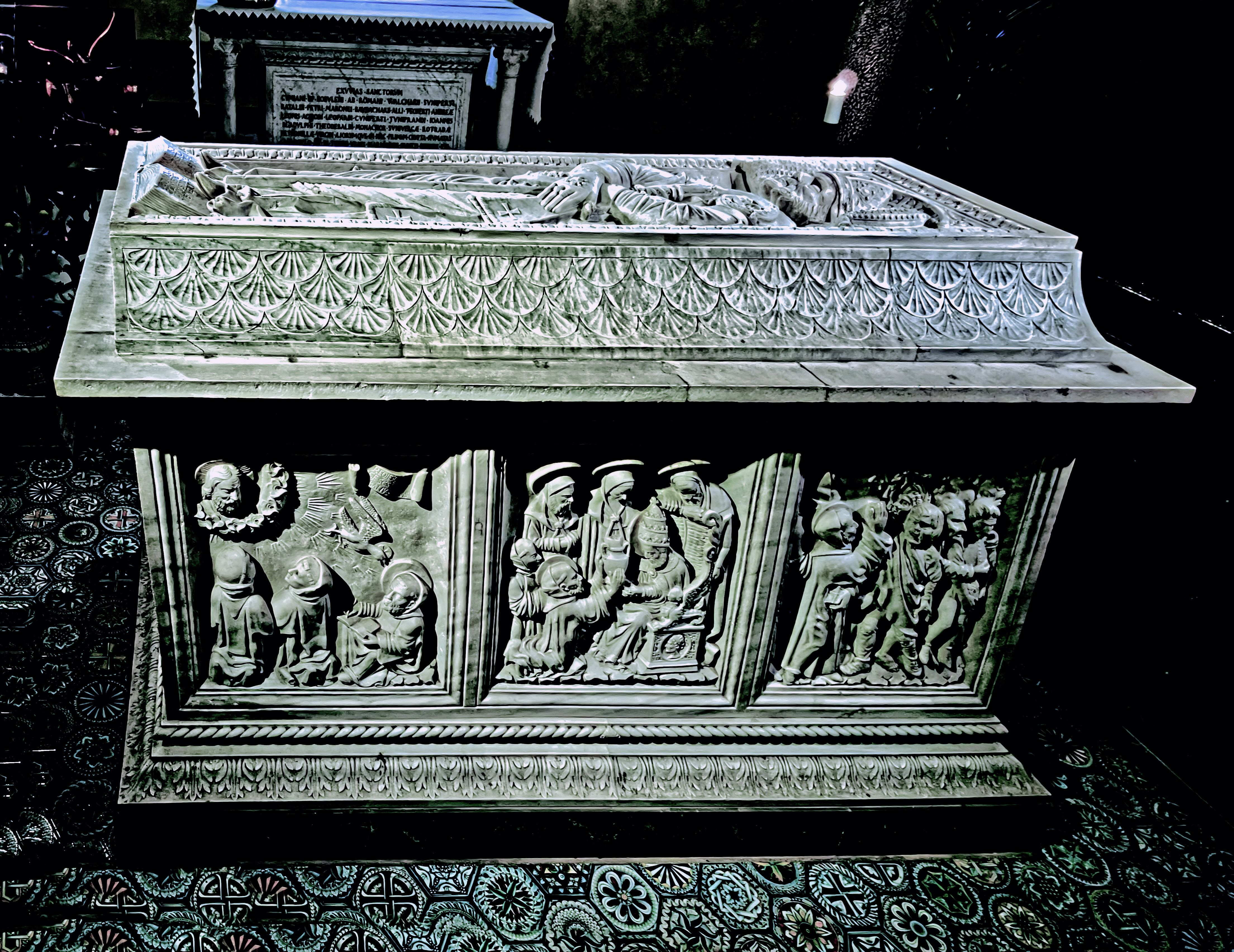
Arca sepolcrale di San Colombano (XV secolo)

La Contea di Bobbio con varie vicissitudini durerà fino al 1743 con il passaggio al Regno di Sardegna e la creazione della Provincia di Bobbio.
Invece la Diocesi di Bobbio rimarrà autonoma fino al 1986-89 con le aggregazioni prima sotto Genova e poi sotto Piacenza.Nel 1217 sul modello della chiesa abbaziale carolingia di Bobbio fu ricostruita l'antica abbazia di Santo Stefano di Genova, già antico possedimento bobbiese dal 972 al 1431; all'abbazia genovese gemella venne donata la reliquia del braccio di santo Stefano, contenuta in un cofano bizantino d'argento, che era in possesso dell'abate Bertulfo dal 628.
La comunità originaria dei monaci colombaniani venne sciolta a Bobbio da papa Niccolò V il 30 settembre del 1448, successivamente subentrarono i monaci benedettini della Congregazione di Santa Giustina di Padova.
Nel 1803 i soldati francesi tolsero ai monaci l'abbazia e la chiesa di San Colombano.

### Situazione attuale
Ciò che resta dell'abbazia è ora utilizzato come sede dei musei e scuola media statale, mentre la chiesa dove riposano le reliquie dei santi Colombano, Attala, Bertulfo, Cumiano ed altri è diventata una chiesa parrocchiale, servita dal clero secolare. 
Attualmente la basilica è una parrocchia del vicariato di Bobbio, Alta Val Trebbia, Aveto e Oltre Penice della diocesi di Piacenza-Bobbio. Sorge al centro della cittadina che si formò nel corso del tempo attorno alla vasta area occupata dal monastero. Vi si tengono le funzioni religiose solo nei giorni festivi. La festa annuale è il 23 novembre, festa del santo patrono di Bobbio. Dalla parrocchia di San Colombano dipendono:
- la Chiesa di San Lorenzo in Bobbio
- l'oratorio di San Salvatore, nell'omonima frazione[8].

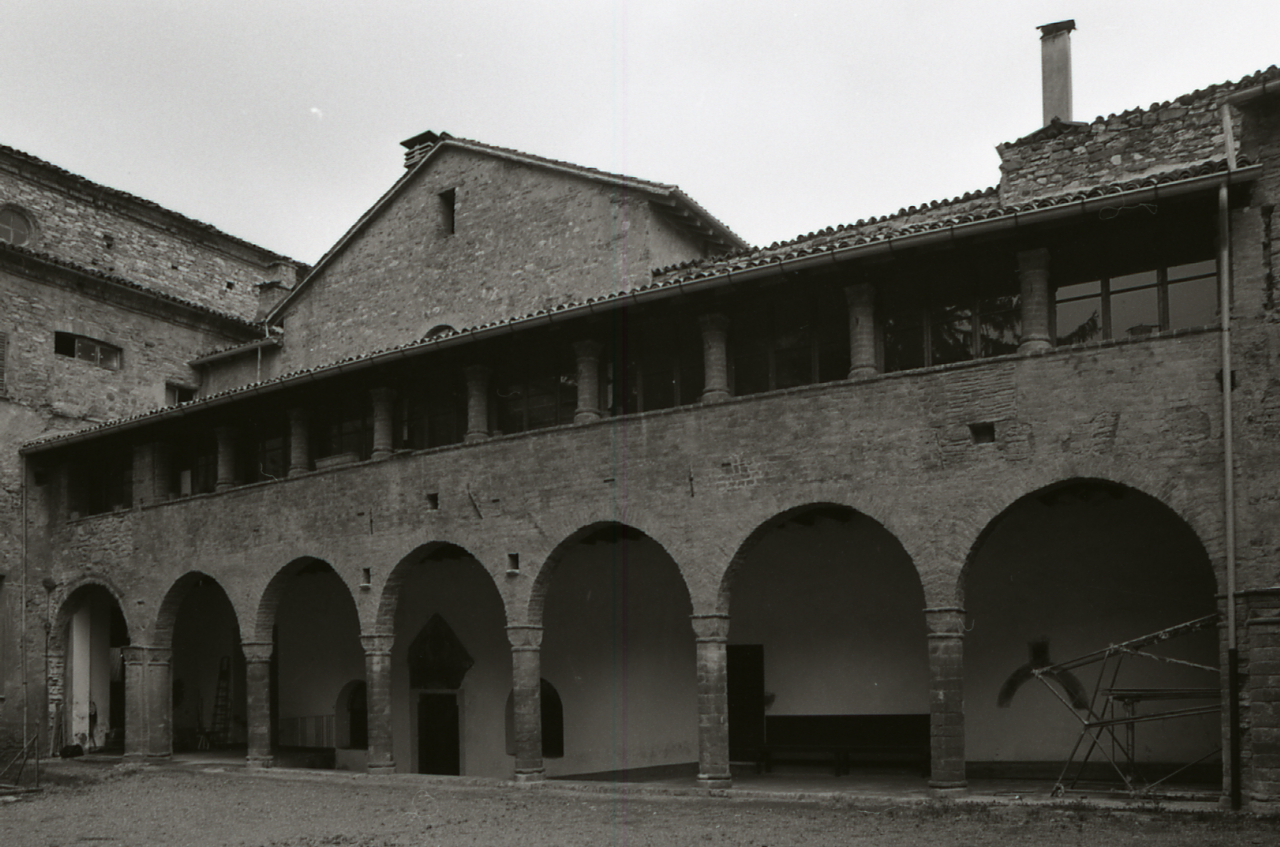
Il chiostro con i portici davanti all'antico refettorio

## La biblioteca
La fama di Bobbio raggiunse persino l'Irlanda, dove la memoria di Colombano era ancora venerata. Il successore di Bobuleno fu Cumiano, che aveva lasciato la sua sede in Irlanda per diventare monaco a Bobbio. 

L'abate Gundebaldo lasciò all'abbazia la sua preziosa biblioteca consistente in circa 70 volumi, tra i quali il famoso Antifonario di Bangor. Un catalogo del X secolo, pubblicato da Ludovico Antonio Muratori dimostrava che in quel periodo ogni ramo del sapere era rappresentato in questa biblioteca; molti dei libri ivi descritti sono andati perduti, il resto è disperso.
Nel 1606 il cardinale Federico Borromeo recuperò, per la Biblioteca Ambrosiana di Milano, 86 volumi, tra cui il Messale di Bobbio, ritrovato da Jean Mabillon, l'Antifonario di Bangor del VI-VII secolo, il Chronicon di Orosio del VII secolo, e una parte della versione della Bibbia di Ulfila in lingua gotica.
Nel 1618 26 volumi furono donati a papa Paolo V per la Biblioteca apostolica vaticana, molti altri furono inviati a Torino dove, oltre a quelli conservati nei reali archivi, 71 si trovavano presso la Biblioteca Universitaria, fino al disastroso incendio del 26 gennaio 1904. 

Come gli studiosi di età più tarda dovettero molto ai manoscritti di Bobbio, così fu per quelli del X secolo. Gerberto di Aurillac, per esempio, in seguito papa Silvestro II, divenne abate di Bobbio nel 982 e qui, con l'aiuto dei numerosi antichi trattati che vi erano conservati, compose il suo celebrato lavoro sulla geometria.

## Descrizione del complesso abbaziale
Il complesso abbaziale del monastero si compone di numerosi edifici: la Basilica e la piazza San Colombano, il corridoio-cavedio con l'abitazione abbaziale, il chiostro interno con il Museo della Città e i giardini interni, il Museo dell'Abbazia nella zona dell'antico Scriptorium di Bobbio, il porticato con il giardino di Piazza Santa Fara, l'ex chiesa delle Grazie e vari edifici diventati oggi privati o rimasti pubblici come le ex carceri ed il tribunale oggi ostello.

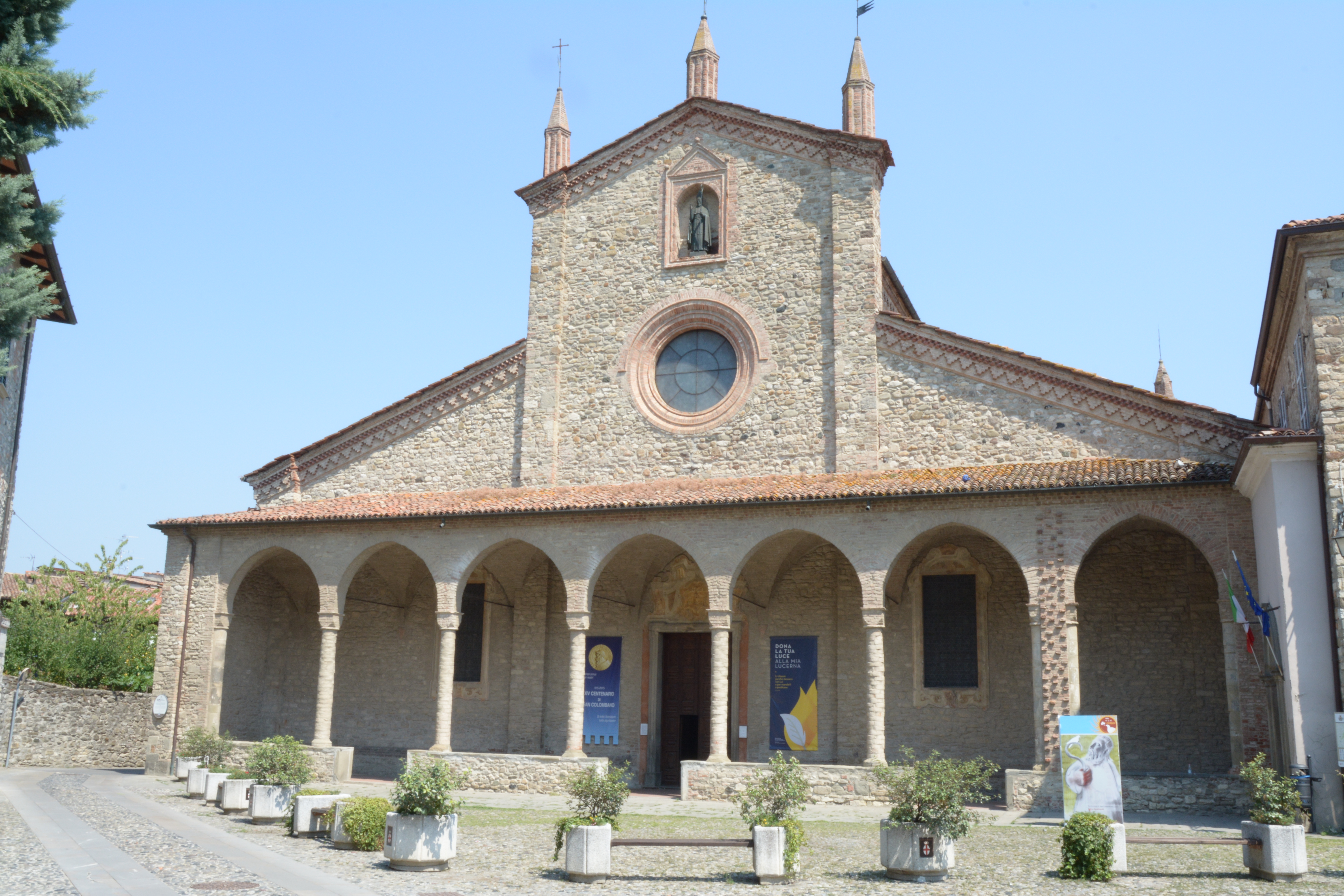
La facciata della basilica

### Basilica di San Colombano
Costruita tra il 1456 ed il 1522, sopra i resti della chiesa conventuale anteriore al 1000.
La Basilica rinascimentale presenta numerosi affreschi all'interno dei quali è stata collocata una fitta serie di citazioni dalla Sacre Scritture. 
Un attento esame di queste citazioni rivela come una sola sia la citazione a cui è stato volutamente attribuito il massimo rilievo sulle pareti della Basilica, tanto da rivelarsi la vera "chiave di lettura" dell'intera serie di brani biblici.

Si tratta del versetto 6,63 del Vangelo secondo Giovanni, un versetto tutto volto a sottolineare il "primato dello Spirito", che così recita: «È lo Spirito che dà la vita, la carne non giova a nulla; le parole che vi ho detto sono spirito e vita». Questa citazione, che costituisce il "cordolo spirituale" dell'intera basilica, invita a riconsiderare tutti i riferimenti alla carne, al sangue e al sacrificio di Cristo sotto tale particolare angolazione.

Questa scelta assume inoltre sfumature particolarmente significative se letta in rapporto alla complessa situazione vissuta dalla Chiesa nel periodo in cui la Basilica fu decorata. Oltre a costituire un forte invito alla conversione e a una riforma della Chiesa ispirata dalla Spirito, è da valutare se tale scelta si ispiri anche a correnti religiose dell'epoca come il movimento dell'Evangelismo, o se sia frutto del confronto con le idee proprie della Riforma protestante, confronto caldeggiato da alcuni elementi di spicco della Congregazione cassinese.
Occorre evidenziare come, proprio in base a questo versetto, lo svizzero Huldrych Zwingli arrivò in quegli stessi anni a distaccarsi dalla concezione cattolica dell'Eucaristia. 
Per questi motivi ben si addice a questa chiesa la definizione di "Basilica dello Spirito".
Anche gli affreschi che decorano le navate interne, le due navate minori ed il transetto, eseguiti da Bernardino Lanzani e da un suo aiutante intorno agli anni 1527-1530, riprendono e sviluppano con spunti originali il tema della centralità dello Spirito già evidenziato nelle scelta delle citazioni.

Come già in alcuni lavori eseguiti a Pavia, il Lanzani si lascia ispirare da alcune opere di Albrecht Dürer, come sembra evidente nella suggestiva scena del Noli me tangere con Maria Maddalena ai piedi di Gesù risorto, affrescata nella volta centrale.
Sopra il portale d'accesso e sotto il portico detto Paradiso vi sta la scritta, monito dei templari: terribilis est locus iste (questo luogo è terribile), stante ad indicare un luogo sacro, mistico e misterioso da non profanare, pena la morte.
Il Coro ligneo ed il lettorile in stile gotico con intarsi colorati sono del 1488, opera del frate Domenico di Piacenza.
Subito all'interno della chiesa vi è, a sinistra, la vasca battesimale del VII secolo, secondo la leggenda dono della regina Teodolinda allo stesso San Colombano e dove lui stesso celebrò il primo battesimo (un tempo era collocata nella cripta).
L'abside è stranamente rettangolare ed asimmetrica ed è slegata al resto della chiesa. Essa fu costruita negli anni 1456-1485, sostituendola alla precedente di forma ovale.

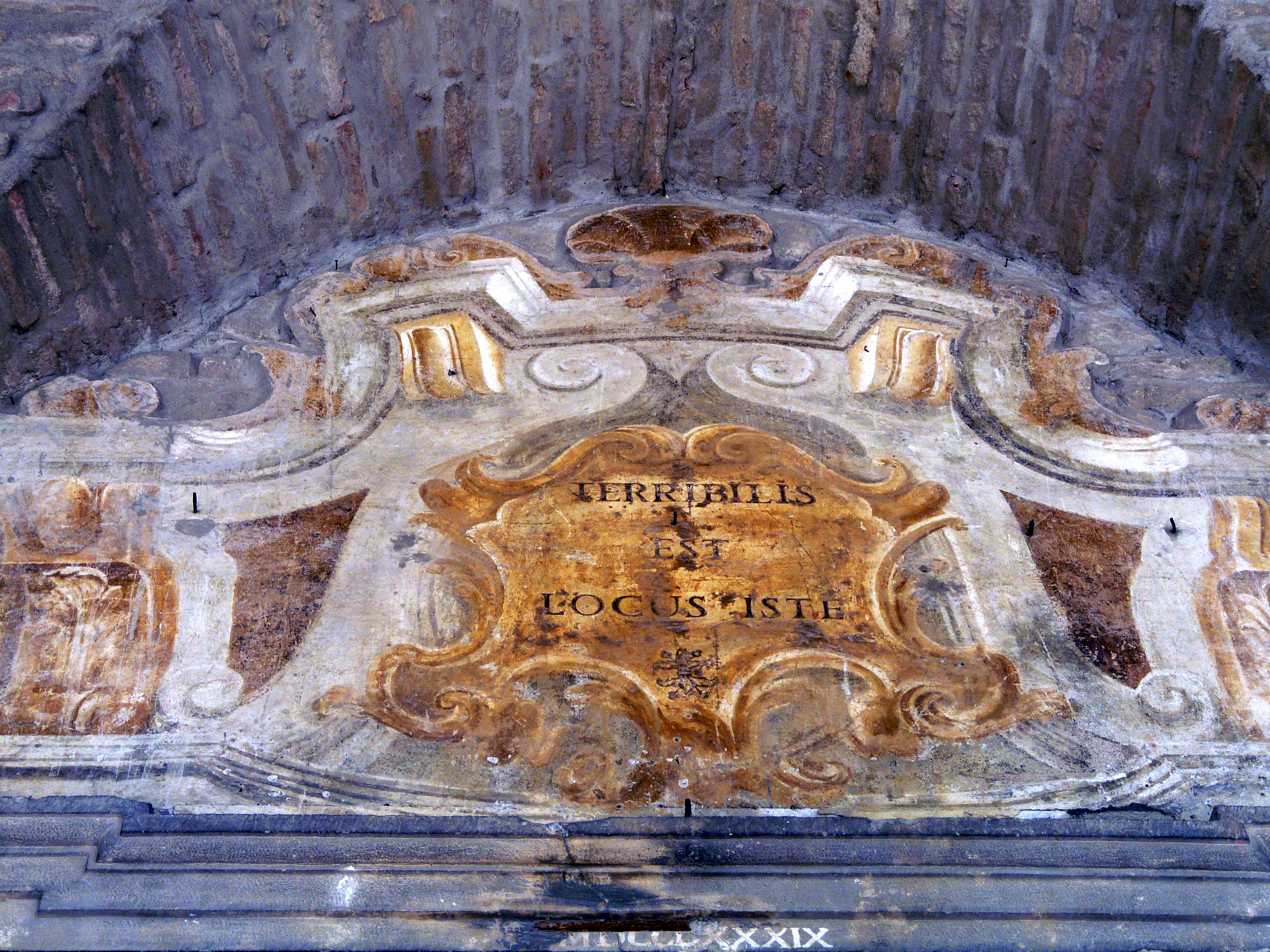
Il motto templare sopra il portale
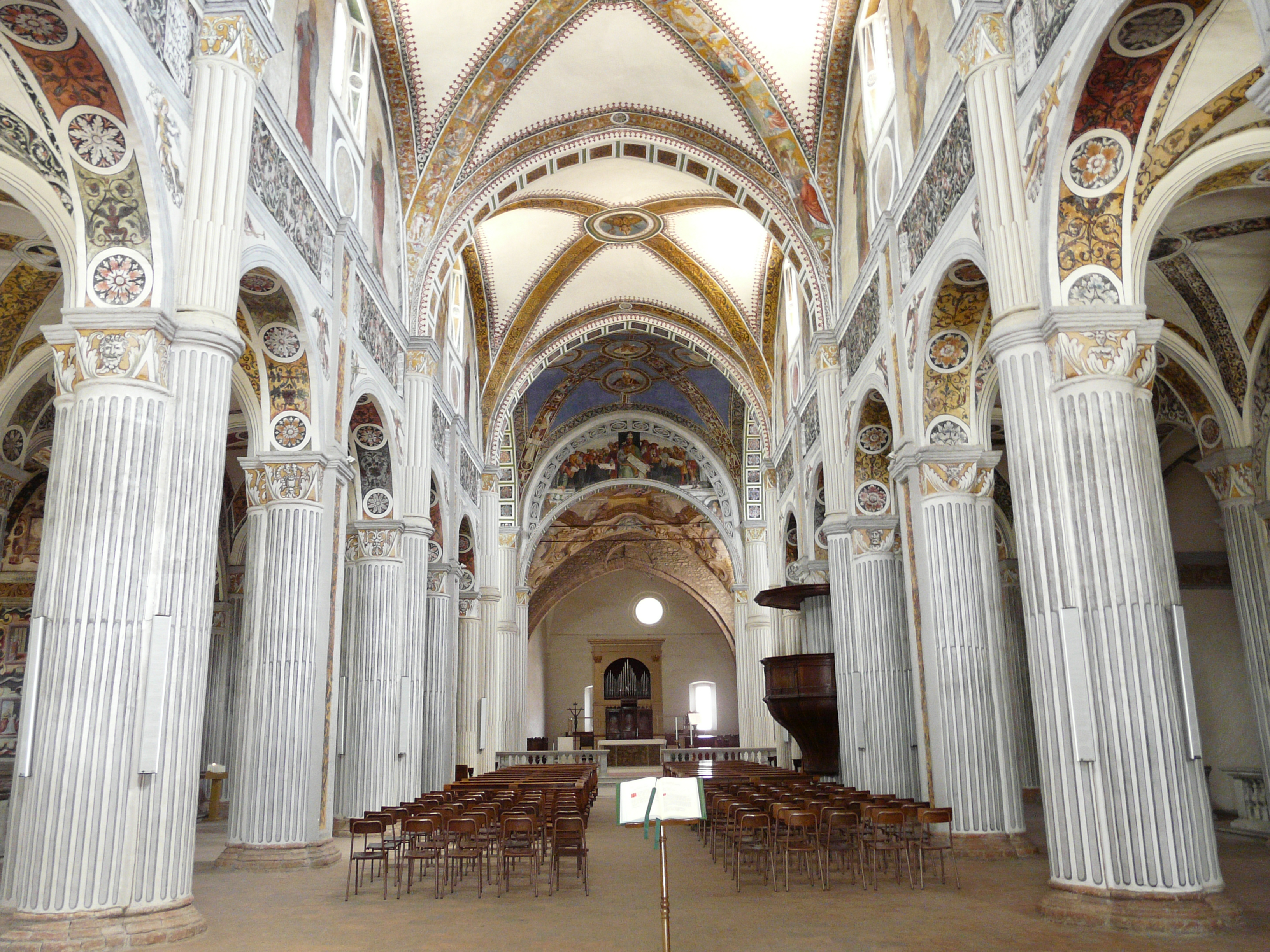
La navata centrale
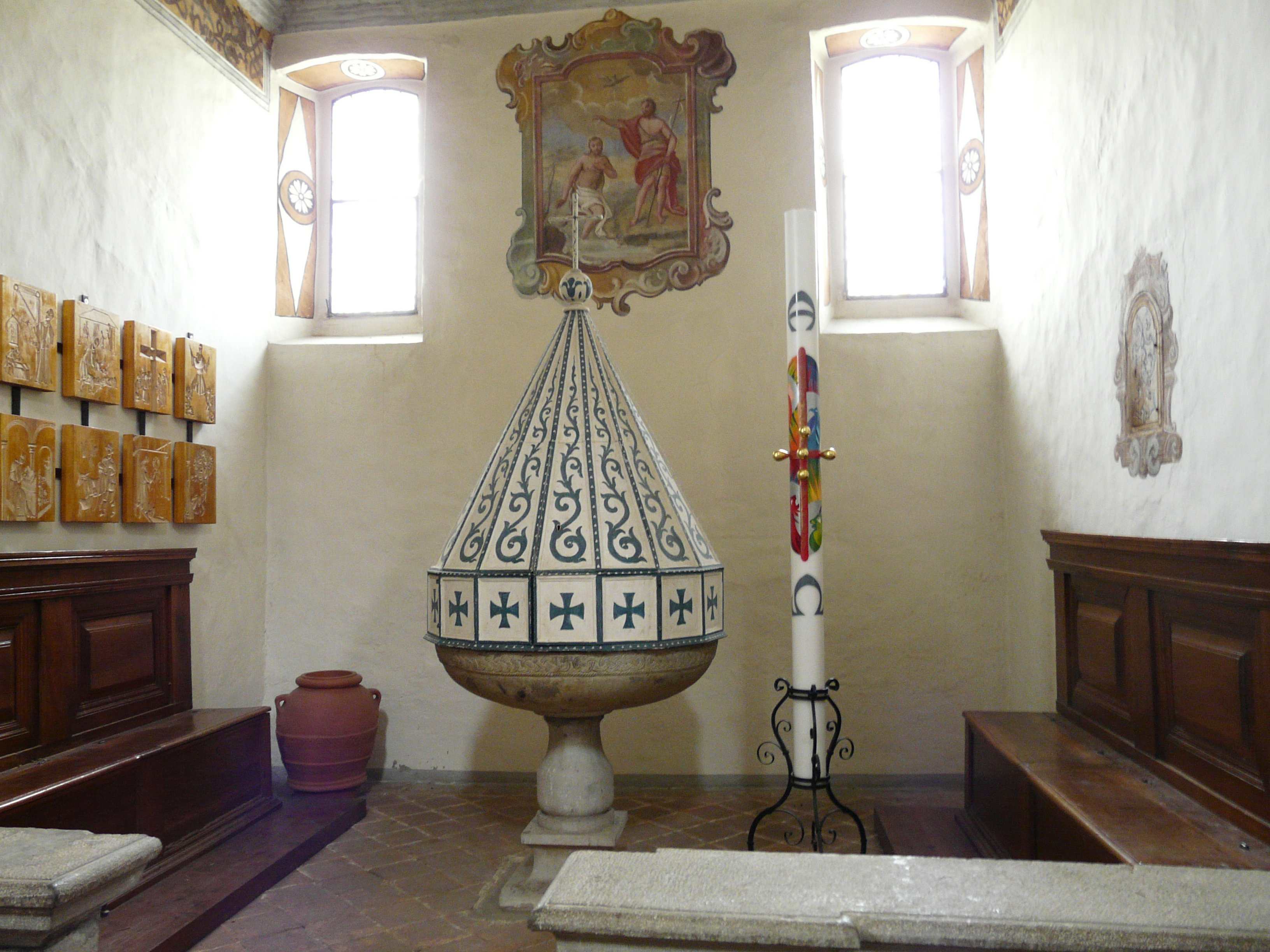
Il battistero con la vasca longobarda
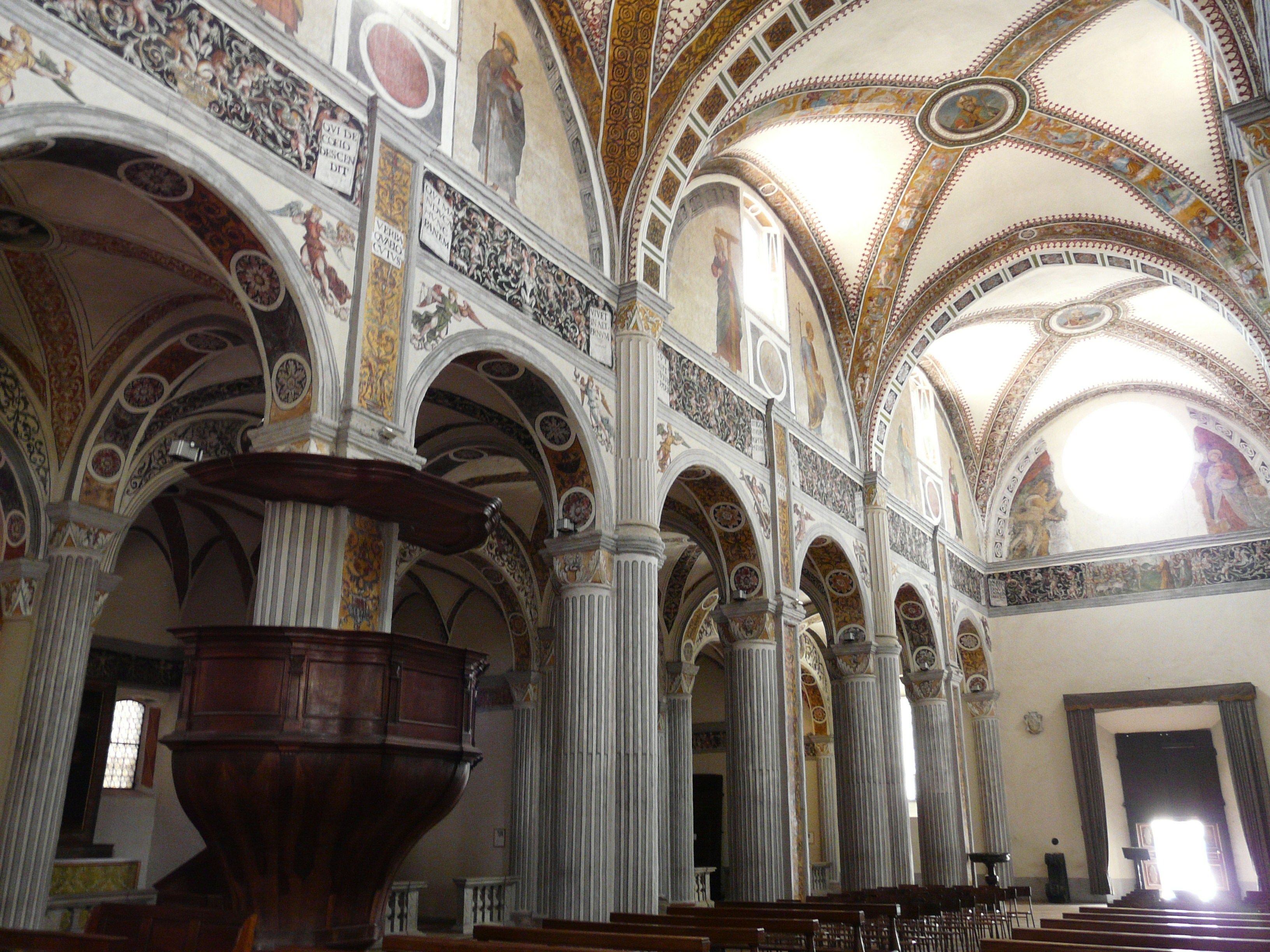
Gli affreschi della basilica ed il pulpito ligneo
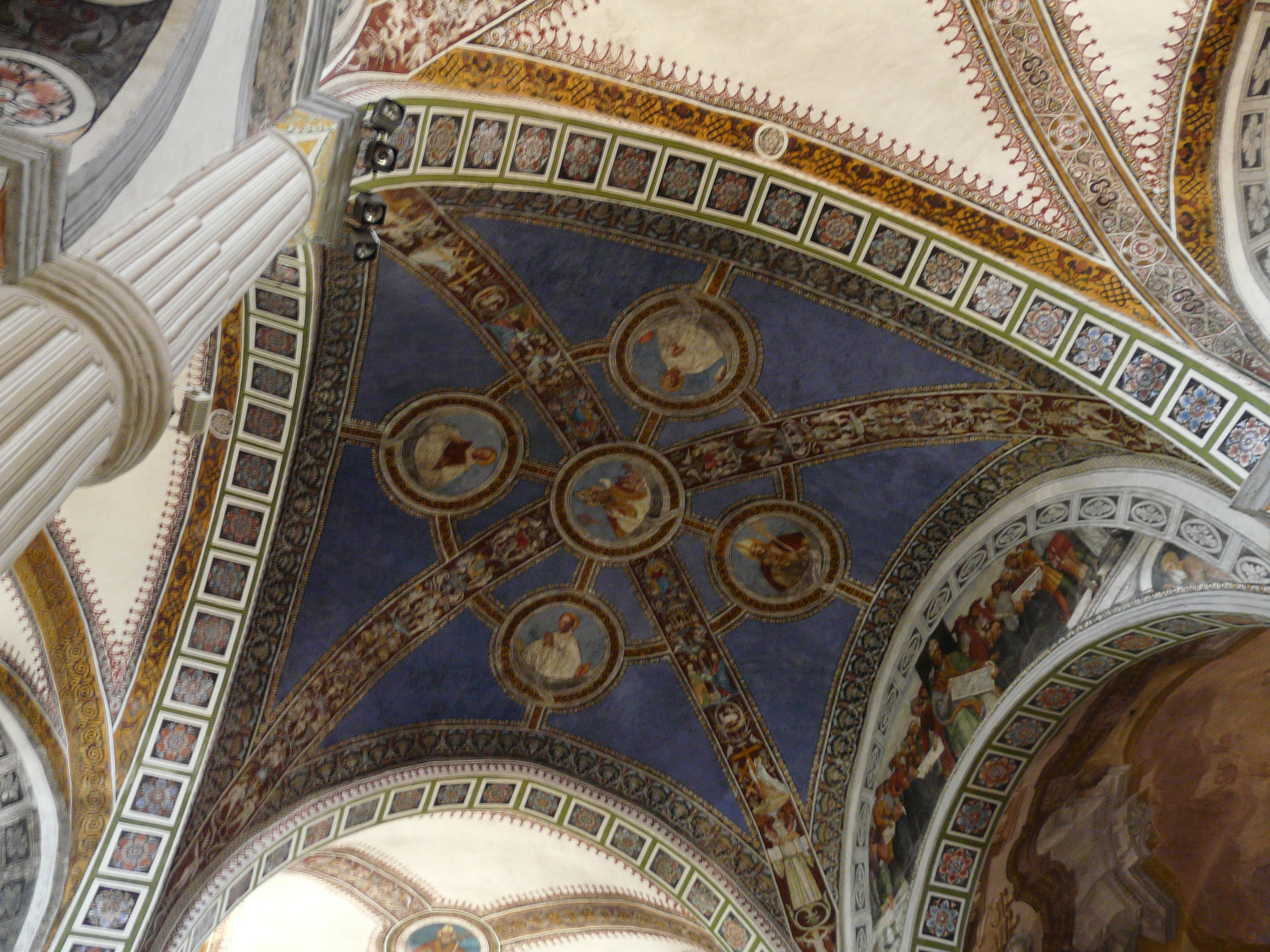
Particolare della volta affrescata del transetto con San Colombano i santi evangelizzatori e la lunetta con il papa Gregorio Magno che approva la regola benedettina
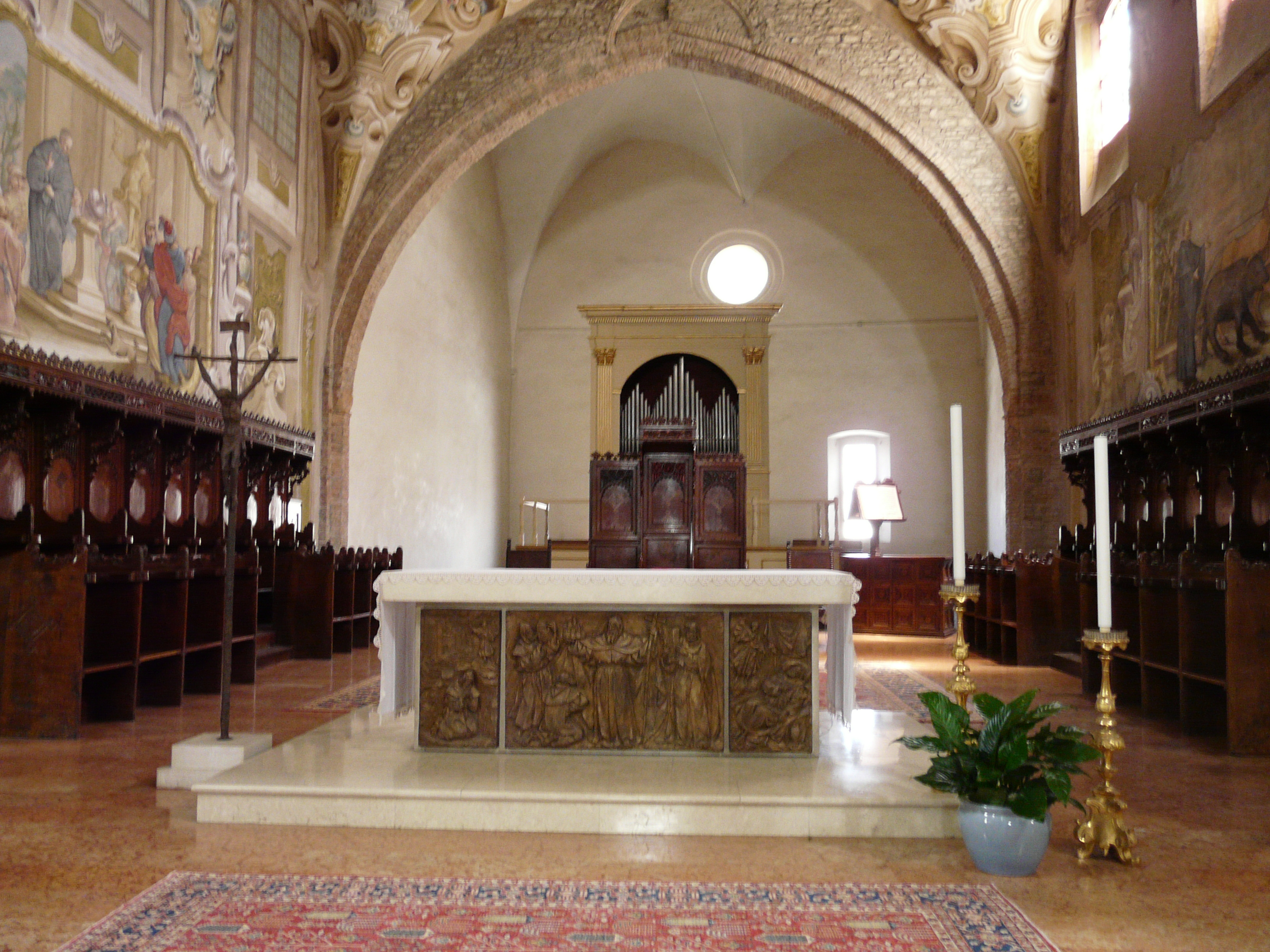
L'altare moderno con l'antico coro e l'organo
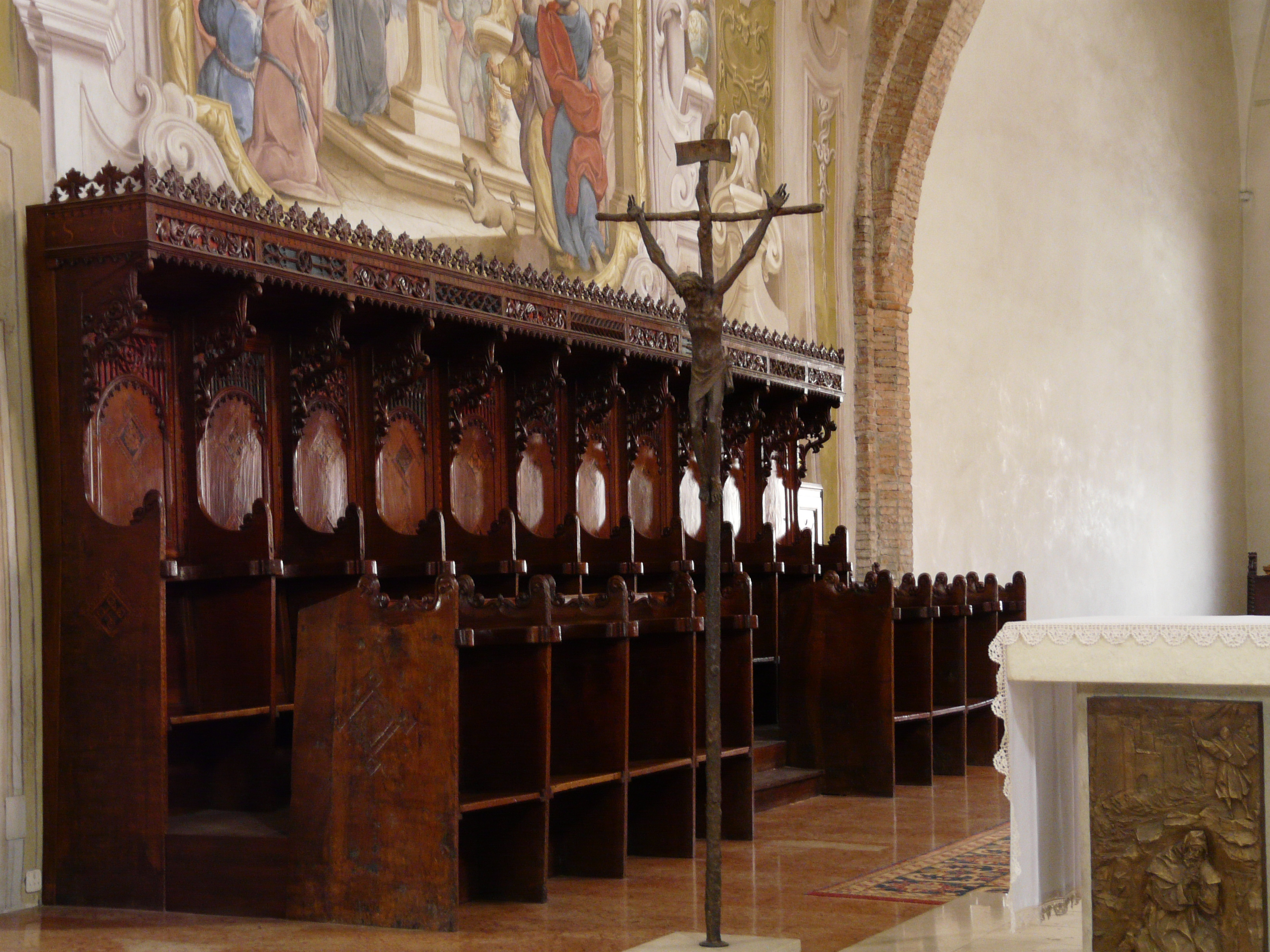
Il coro ligneo gotico con intarsi colorati del 1488

#### La cripta
Al centro della cripta si trovano tre celebri sepolture, il sarcofago di S. Colombano al centro, opera di Giovanni de' Patriarchis da Argegno (1480), oltre ai sepolcri di Sant'Attala (2º abate) e di San Bertulfo (3º abate), addossati alle pareti, con le transenne marmoree longobarde usate come lastre tombali sopra gli antichi affreschi. 
L'arca del fondatore venne commissionata dai benedettini in occasione della traslazione delle reliquie e dei corpi a seguito del subentro nella conduzione della basilica ai monaci colombaniani nel 1448. In origine era addossata alla parete e mancava quindi della parte posteriore che risulta essere stata aggiunta nel 1909, con iscrizione e stemmi della città di Bobbio e d'Irlanda, dopo che il sepolcro fu tolto dalla sua collocazione originaria e venne riutilizzato come altare al centro della cripta. Nel Novecento inoltre venne abrasa del tutto la policromia originaria alterando la superficie originale dei rilievi. Superiormente la lastra a bassorilievo, riporta la figura del Santo giacente, con la testa poggiata su di un cuscino ornato, e con le braccia incrociate sui fianchi, vestito con abiti vescovili con mitra e pastorale. I piedi poggiano su un libro contenente un'iscrizione latina: NE QUAQUA EX HIS/ COMEDITIS NISI/ QUOS DIMISISTIS/ VENERINT TANTA PISCIUM.
La cripta venne riaperta al pubblico dopo il 1910 quando iniziarono i lavori su progetto dell'architetto Cecilio Arpesani nella zona presbiteriale e di recupero e restauro della cripta, delle tombe longobarde degli abati e dell'arca marmorea di San Colombano, con gli scavi dal transetto verso la struttura romanica antica; durante questi lavori emerse fortuitamente anche il mosaico del XII secolo dell'antico pavimento. 
Il mosaico attualmente visibile costituisce una sezione del ciclo che adornava il pavimento della chiesa romanica del XII secolo. La sequenza si svolgeva su quattro ordini sovrapposti, che rappresentavano: raffigurazioni veterotestamentarie del II e III capitolo dal primo libro dei Maccabei, rappresentazioni di lotte tra animali fantastici quali il centauro, la chimera, il drago e un uomo mostruoso e rappresentazioni del ciclo dei mesi e dei mestieri (nelle fasce terza e quarta). 
Nella parte sotterranea vi sono inoltre la cancellata in ferro battuto, datata tra il IX e il XII secolo, che originariamente serviva per dividere la parte riservata ai fedeli da quella riservata ai monaci, e la cappella di Santo Stefano a sinistra con la statua bianca del santo in grandezza naturale ed un antico affresco della Madonna dell'Aiuto.

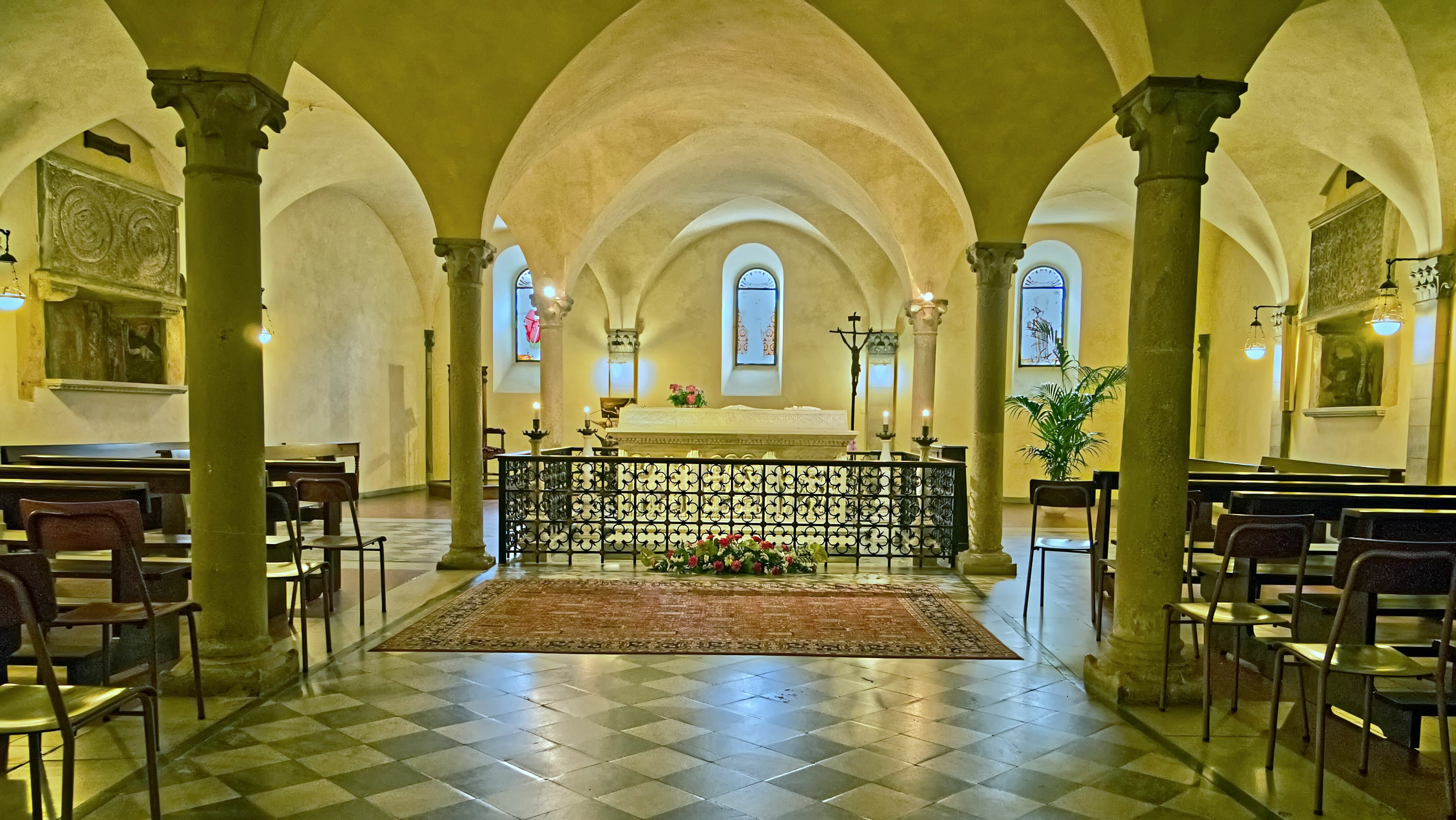
la cripta con le tombe
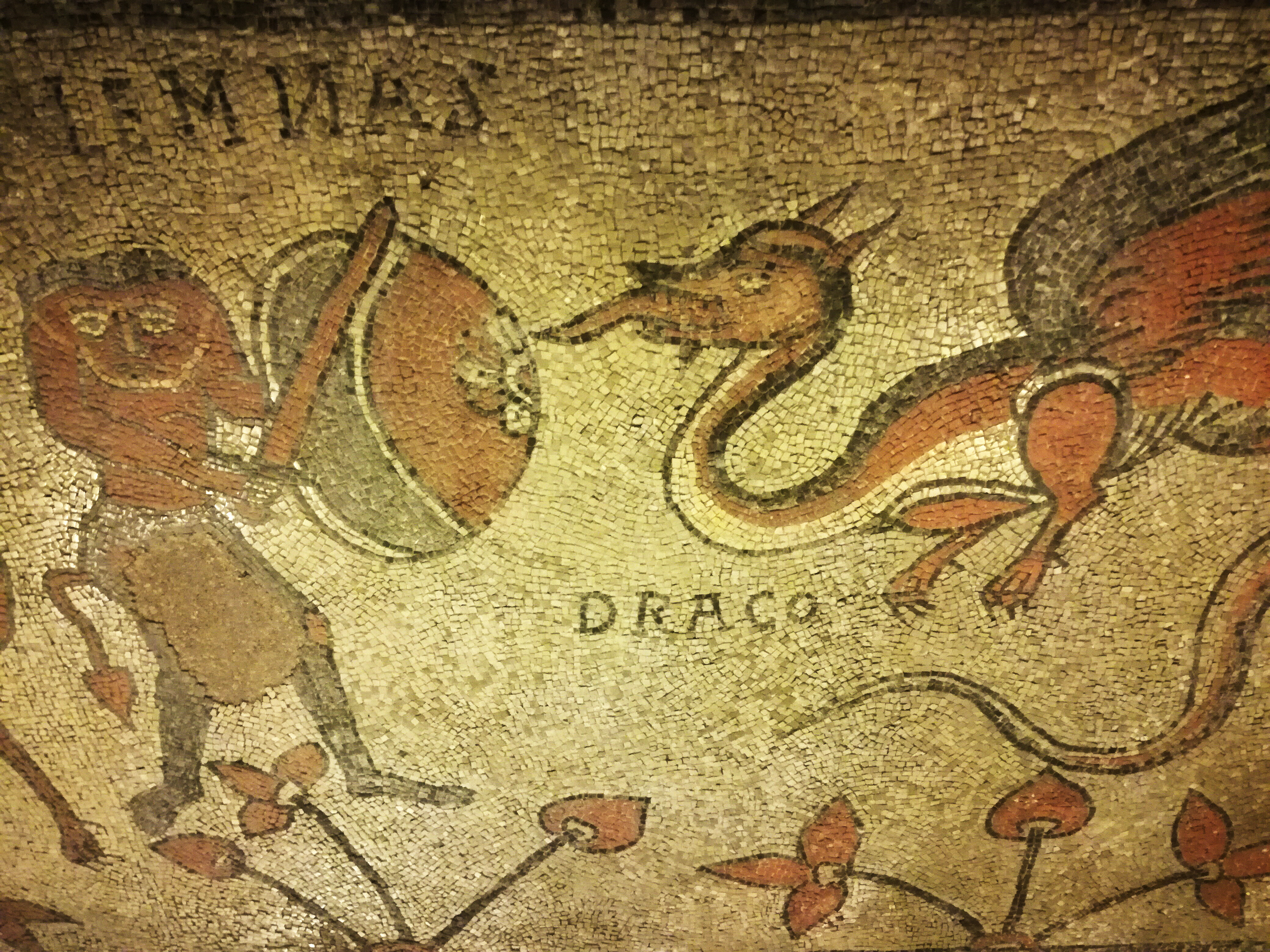
Bestiario medievale. Mosaico
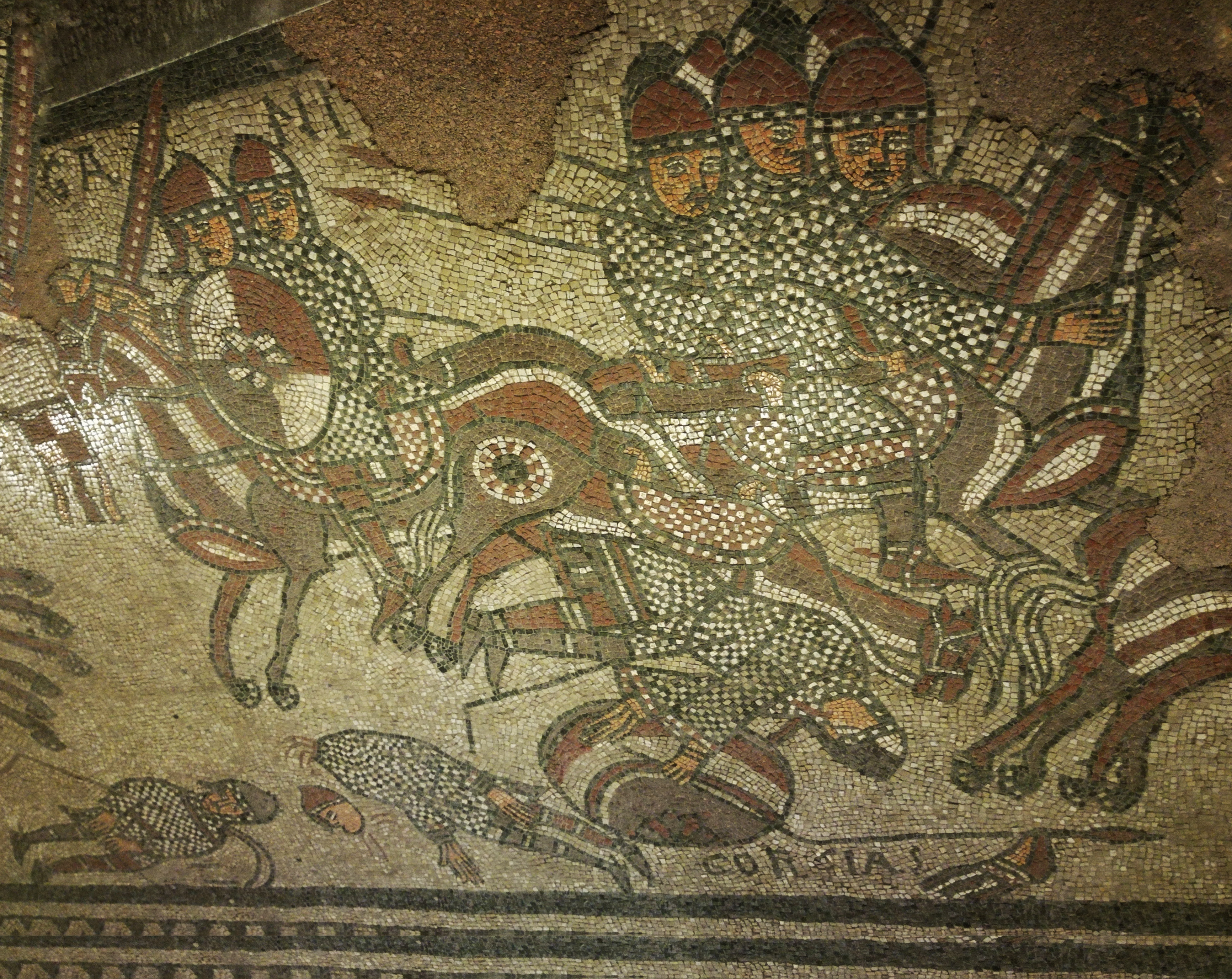
Bestiario medievale. Mosaico

### Esterno
- la Torre del Comune costruita nel 1341 ed abbattuta nel 1532;
- la Torre campanaria della fine del IX secolo;

## I possedimenti sul monte Baldo
Per l’età longobarda vi è una documentazione molto scarsa riguardante la costa orientale del Lago di Garda e il monte Baldo. Nelle fonti che descrivono i possedimenti del monastero compaiono solo località non appartenenti al monte Baldo, per esempio Peschiera, che viene donata dal re longobardo Rachis al monastero di Bobbio a metà dell’VIII secolo.
Nelle fonti si parla anche di una curtis di Garda che sarebbe stata parte dei beni del monastero di S. Colombano già nei secoli IX e X, ma le terre appartenenti a questa curtis sembrano trovarsi a sud del monte Baldo, a nord del Lago di Garda o ancora a est dell’Adige, nella Valpolicella, quindi l’area presa in considerazione è esclusa.
Con l'XI e soprattutto con il XII secolo compaiono notizie più consistenti nelle fonti. Nel Breviarium de terra sancti Columbani, datato ai secoli X-XI, Avio viene menzionata tra i territori in cui sono presenti beni del monastero.
Alla seconda metà del XII secolo inoltre risale il Breve recordationis de terris ecclesiae Sancti Columbani, un documento in cui sono elencati i possedimenti del monastero di Bobbio, compresi quelli del priorato di San Colombano a Bardolino (VR), un monastero dipendente da Bobbio che aveva una propria parte di autonomia e che gestiva sotto la supervisione del monastero piacentino alcune terre sulla costa orientale del Garda e anche sul monte Baldo: tra i possedimenti citati ci sono terre a Marciaga e Castion Veronese (nel comune di Costermano), a Montagna (San Zeno di Montagna), e a Pesina (nel comune di Caprino Veronese). Quindi queste terre appartengono a Bobbio, pur con la mediazione del priorato, sicuramente almeno nel XII secolo.
Vi sono anche altri documenti di XII secolo, facenti parte dell’archivio del monastero di Bobbio e riferiti specificamente al priorato di S. Colombano di Bardolino. In essi si parla di terre coltivate soprattutto a olivo, vite e robbia che i monaci di Bardolino possedevano e spesso davano in locazione: tra le località citate vi sono Marciaga e Bondi (Costermano), Valle Tesina (Castion Veronese, frazione di Costermano), Pesina (Caprino Veronese) e Albisano (Torri del Benaco). Più nello specifico, in queste carte compaiono diverse località nel territorio di Costermano: oltre alle già citate Bondi e Marciaga, vi sono poi varie zone tutte nel territorio di Castion Veronese, tra cui la località detta a Ceretdina, campo Raldollaro, Valene, Braido, monte Scriculli o Scriçoli o Scriçuli, Trasine e il castello di Castion. Come si può notare, Marciaga, Pesina e soprattutto Castion Veronese compaiono abbondantemente sia in queste carte che nel Breve recordationis de terris ecclesiae Sancti Columbani.
Nel XII secolo i territori del monastero di Bobbio sulla sponda orientale del Garda erano amministrati in modo complesso e molto efficace. Questo potrebbe dimostrare che i possedimenti erano antichi e che i monaci e gli abati di Bobbio, avvalendosi della presenza monastica a Bardolino, avevano una lunga esperienza nel rapportarsi con la realtà locale in queste zone, forse fin dall’età altomedievale.
Più avanti nel tempo, in documenti di metà ‘600, risultano possedimenti del priorato di S. Colombano di Bardolino, e quindi a loro volta legati al monastero di S. Colombano a Bobbio, alcune terre a Costermano, in particolare nelle già incontrate località di Marciaga e Castion.

### Cronotassi degli abati

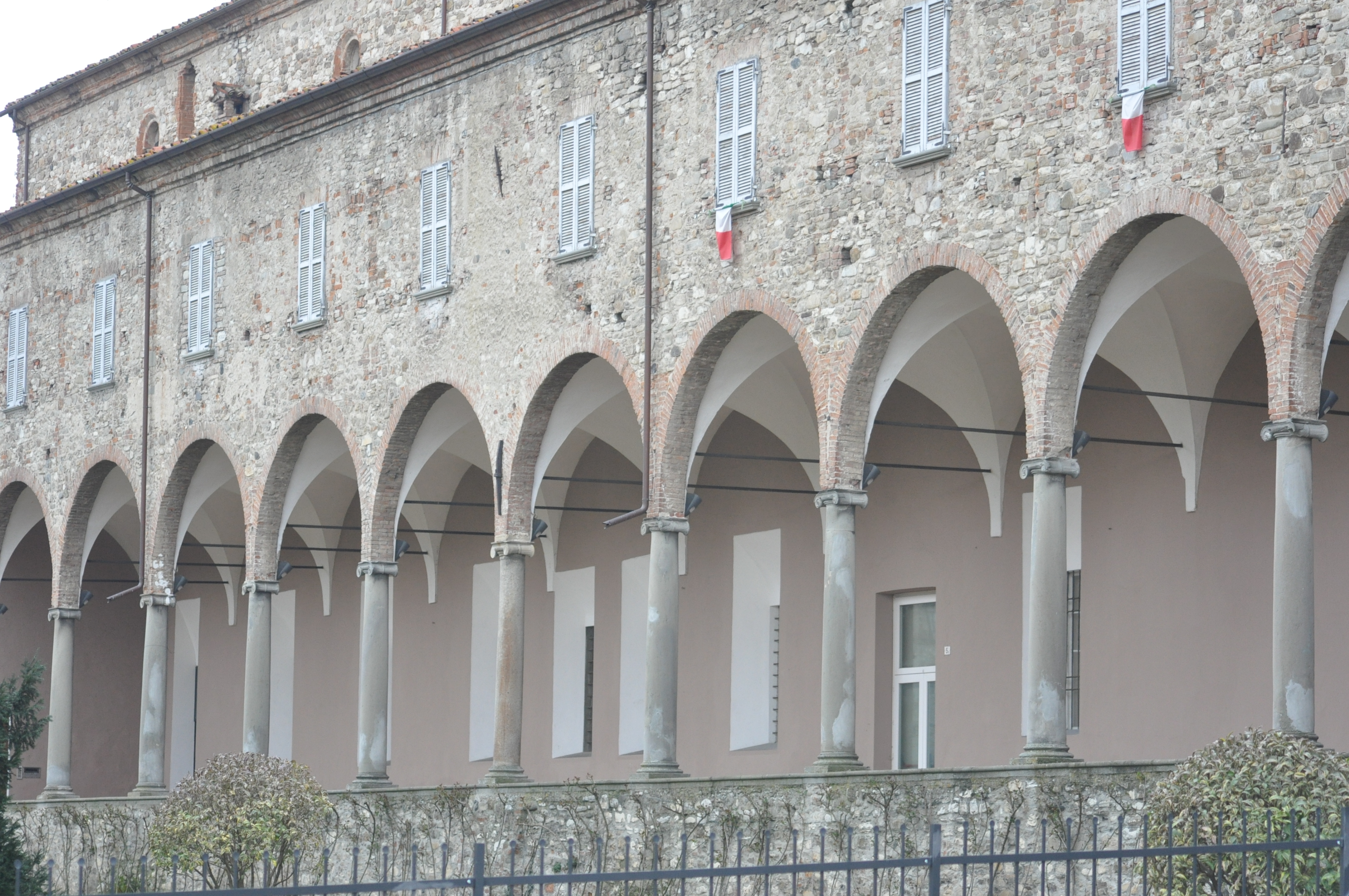
Porticato dell'Abbazia con il museo

## Museo dell'Abbazia
Il museo dell'Abbazia, nato nel 1963, ha trovato collocazione nei locali del monastero dove aveva anticamente sede lo Scriptorium di Bobbio con la sua biblioteca, custodisce reperti che spaziano dai primi secoli dell'era cristiana fino alla metà del XVI secolo.

## Museo Collezione Mazzolini
Il Museo Collezione Mazzolini, museo d'arte moderna, contemporanea e pinacoteca che ospita la "Collezione Mazzolini", ha sede nei locali superiori all'antica biblioteca del monastero e scriptorium, locali al piano superiore quindi del Museo dell'Abbazia, che anticamente ospitavano le celle monastiche dei monaci. La collezione comprende 899 opere (872 quadri e le 27 sculture) firmate da nomi di rilievo dell'arte del '900: da Giorgio De Chirico a Massimo Campigli, da Mario Sironi, a Lucio Fontana. La collezione è stata donata dalla signora Domenica Rosa Mazzolini di Brugnello di Corte Brugnatella alla diocesi di Bobbio. Attualmente vi sono in esposizione un centinaio di opere, si prevede in seguito una rotazione per rendere via via visibile tutta la collezione.

## Museo della città
Situato nel chiostro interno, nei locali originali del IX secolo, è costituito dall'antico refettorio con il grande affresco della Crocefissione attribuito a Bernardino Lanzani, le cucine ed il lavamani, il cavedio interno e i sotterranei con la grande cantina con volte a botte e ghiacciaia.
Il museo si propone come percorso didattico storico multimediale dell'abbazia, di San Colombano, dello scriptorium e della storia di Bobbio.
L'allestimento museale, costituito da espositori trasparenti, in cui sono affrontate le tematiche legate alla vita e all'opera di San Colombano, la situazione geopolitica dell'Italia Longobarda e all'attività del famoso Scriptorium è stato trasferito nel corridoio del monastero.